# 1-Diazidokarbamoil-5-azidotetrazol
1-Diazidokarbamoil-5-azidotetrazol, koji se često u šali naziva azidoazid azid,  je heterociklično neorgansko jedinjenje sa formulom C2N14.  To je veoma reaktivan i izuzetno osetljiv eksploziv.

## Sinteza
1-Diazidokarbamoil-5-azidotetrazol je proizveden diazotizacijom triaminogvanidinijum hlorida sa natrijum nitritom u ultra-prečišćenoj vodi.  Druga sinteza koristi reakciju metateze između izocijanogen tetrabromida u acetonu i vodenog rastvora natrijum azida.  Ovo prvo formira izocijanogen tetraazid, „otvoreni“ izomer C2N14, koji na sobnoj temperaturi brzo prolazi kroz ireverzibilnu reakciju ciklizacije da bi se formirao tetrazolni prsten. <

## Svojstva
Molekul C2N14 je monociklični tetrazol sa tri azidne grupe. Ovaj oblik prstena je u ravnoteži sa izocijanogen tetraazidom, izomernom acikličnom strukturom za koju je dugo poznato da brzo cikliše do tetrazola. 
To je jedno iz porodice azotnih jedinjenja visoke energije u kojima atomi azota nemaju jake trostruke veze. Ova nestabilnost čini mnoga takva jedinjenja podložnim eksplozivnom raspadanju, oslobađajući gas azota.
Ovaj tetrazolni eksploziv ima temperaturu raspadanja od 124 °C (255 °F; 397 K). Veoma je osetljiv, sa osetljivošću na udar nižom od 0,25 džula. Međutim, manje je osetljiv od azot trijodida. Razlaganje se može pokrenuti kontaktom ili korišćenjem laserskog zraka.   Iz ovih razloga, često se pogrešno tvrdi da je najosetljivije jedinjenje na svetu. 

## Spoljašnje veze
- Synthesis video на веб-сајту
- Discussion between discoverer and hobby chemists about the synthesis video на веб-сајту